# Cessna O-1 Bird Dog
Cessna O-1/L-19 Bird Dog — американский военный легкий самолёт для разведки и корректировки огня компании «Cessna».

## Конструкция

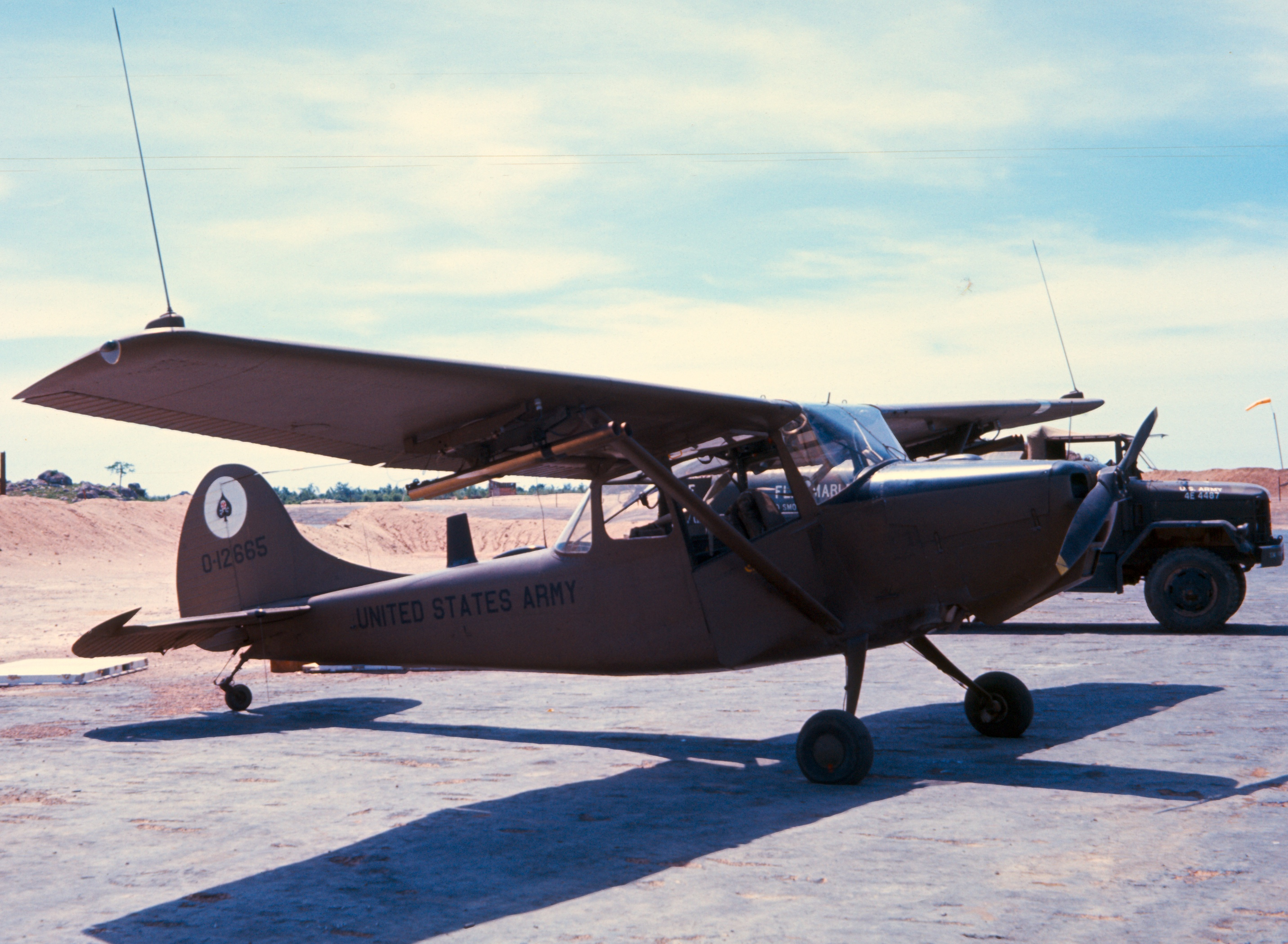
Cessna O-1 Bird Dog 21-й разведывательной авиационной роты. Вьетнам, конец 1967 или начало 1968 года.

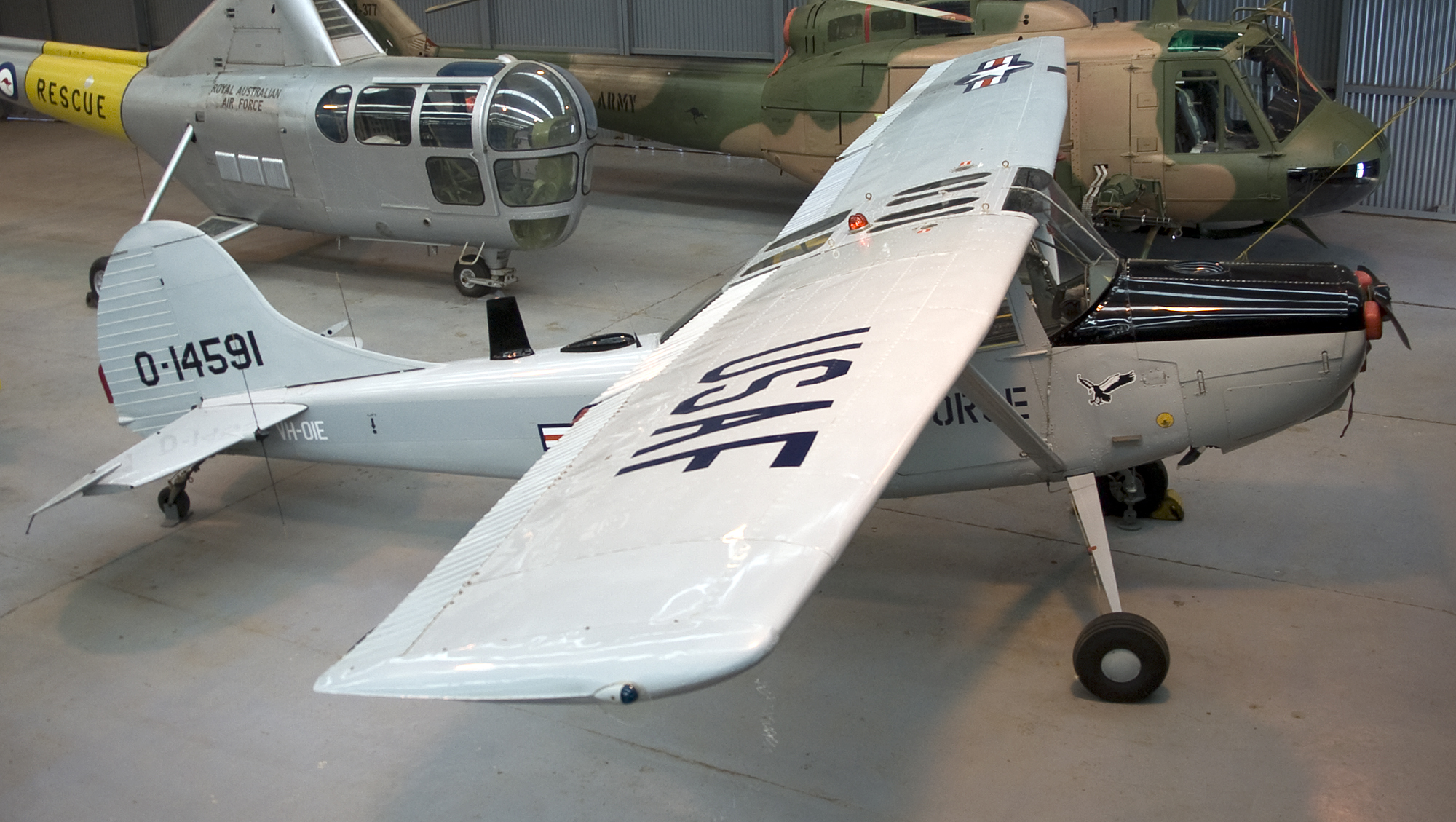
O-1F на выставке в музее RAAF. Хорошо видны прозрачные панели в крыше кабины

Cessna O-1 Bird Dog предназначался для корректировки артиллерийского огня, разведки и связи.
По заказу ВВС США компания Cessna спроектировала самолёт Cessna Model 305A, сделанный на базе Cessna 170. Cessna 305A был однодвигательным высокопланом. Самым большим отличием от Cessna 170 было то, что у 305A было только два сиденья в тандемной конфигурации, с наклонными боковыми окнами лучшего наблюдения за землей.
Другие отличия включали изменённую конструкцию задней части фюзеляжа, обеспечивающую обзор в задней полусфере, и прозрачные панели в центральной части крыльев над крылом и кабиной, которая позволяла пилоту смотреть прямо над головой. Была установлена более широкая дверь, позволяющая загружать носилки.
Армия США заключила с Cessna контракт на поставку 418 самолётов, получивших обозначение L-19A Bird Dog. Прототип Cessna 305 впервые поднялся в воздух 14 декабря 1949 года. Поставки начались в декабре 1950 года, и самолёт вскоре принял участие в войне в Корее с 1950—1953 годов.

## Название

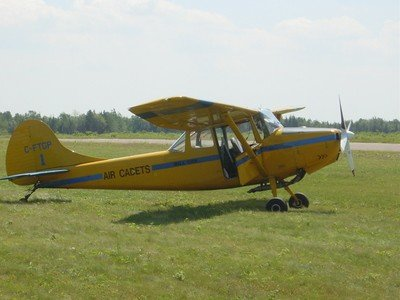
Одна из модификаций Cessna O-1 Bird Dog

L-19 получил название Bird Dog (птица-собака) в результате конкурса, проведенного между сотрудниками компании Cessna. Победил вариант названия, представленная промышленным фотографом Джеком А. Суэйзи. Название было выбрано потому, что роль нового армейского самолёта заключалась в том, чтобы находить врага и летать по кругу над ним, пока артиллерия (или штурмовик) не сможет атаковать его. Летя низко и близко к полю боя, пилот наблюдал за взрывающимися снарядами и регулировал огонь по рации, как охотничья собака, которая своим лаем указывала охотникам местоположение дичи.

## Боевое применение

### Корейская война
Всего в ходе войны было безвозвратно утеряно(в том числе списано) 20 самолётов.

## Происшествия
На самолёте Cessna O-1 Bird Dog совершил посадку на авианосец Ли Бынг, военный лётчик южновьетнамских вооружённых сил, эвакуировавшийся с семьей и 5 детьми из Сайгона.

## Технические характеристики
Данные Jane’s All The World’s Aircraft 1962-63 [27]

### Общие характеристики
- Экипаж: 1 или 2 человека
- Длина: 7,87 м
- Размах: 10,97 м
- Высота: 2,24 м
- Пустой вес: 732 кг

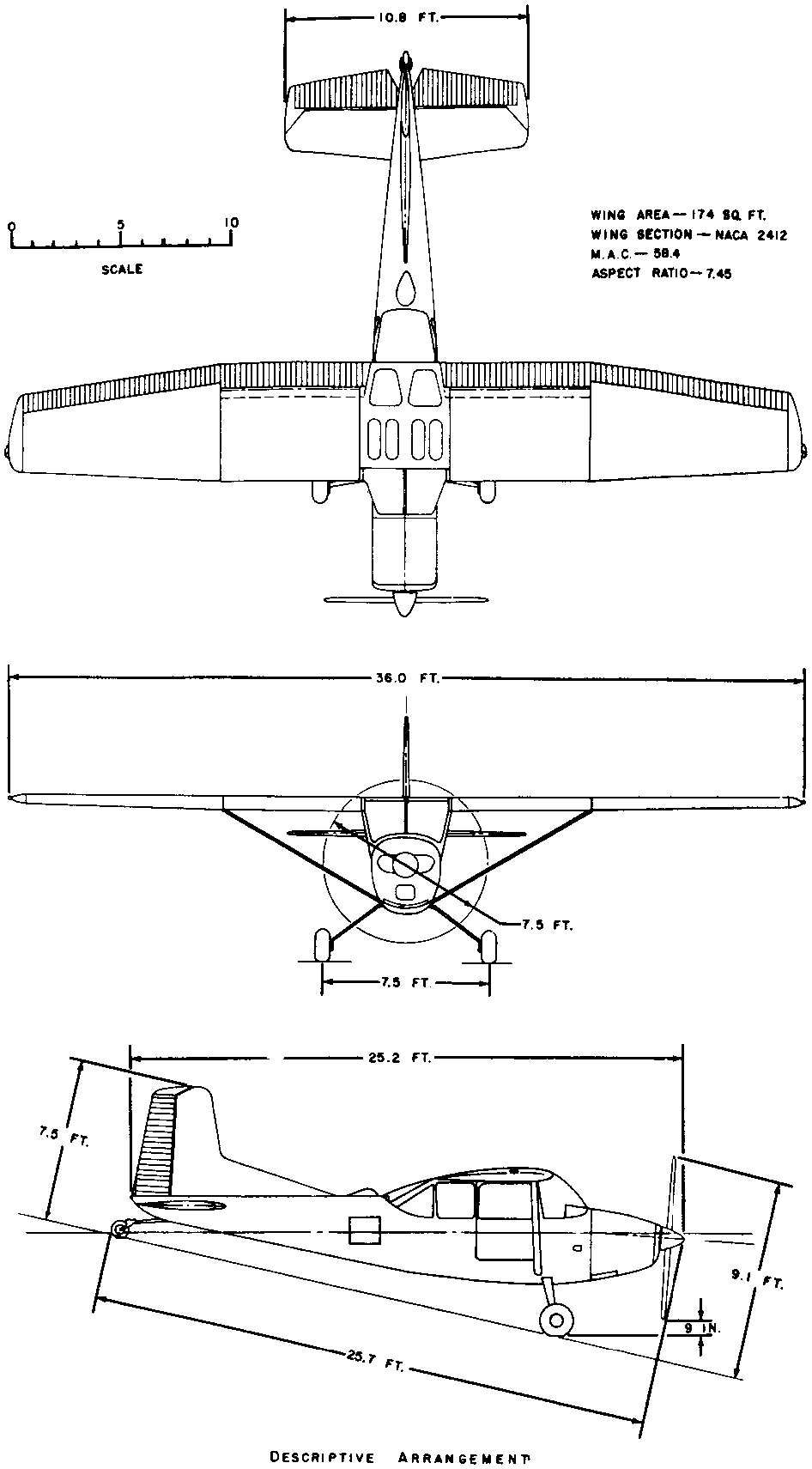
Cessna O-1C Bird Dog

- Максимальный взлетный вес: 1102 кг
- Запас топлива: 160 л
- Силовая установка: 1 ×ПД Continental O-470-11 с воздушным охлаждением, 213 л. с. (159 кВт)

### Лётные характеристики
- Максимальная скорость: 185 км/ч
- Крейсерская скорость: 167 км/ч
- Дальность: 850 км
- Практический потолок: 5600 м

### Вооружение
- Два внешних пилона под крылом для подвески −4-8 маркерных ракет или 675 кг вооружения